# Aegognathus caledoniaensis
Aegognathus caledoniaensis es una especie de coleóptero de la familia Lucanidae. La especie fue descrita científicamente por Paschoal Coelho Grossi, Francisco Racca-Filho y Fernando Z. Vaz-de-Mello en el año 2003.

## Distribución geográfica
Habita en Brasil.